# Bund Deutscher Architekten
Bund Deutscher Architekten (BDA)  är en förening för självständiga arkitekter i Tyskland.
BDA bildades den 21 juni 1903 i Frankfurt am Main. Syftet var att främja kvalitén beträffande planerings- och byggprocessen gentemot samhället. Från första början antogs enbart frilansande arkitekter i BDA, enda undantaget var arkitekter som var aktiva i undervisningen. Vid utnämning av nya medlemmar läggs fortfarande stort värde på kreativa färdigheter och oberoende företagsamhet. Att vara medlem i BDA är ett kvalitetsmärke, som dock ibland är föremål för kontroverser. För att visa medlemskapet utåt brukar arkitektens namn avslutas med ”Architekt BDA”.
Bund Deutscher Architekten utger årligen arkitekturpriser "Großer BDA-Preis", "BDA-Preis für Architekturkritik" och arkitekturpriset "Nike" som utlyses sedan år 2007.  BDA utger även en tidskrift med namn "der architekt" som utkommer sex gånger per år.